# Acerophagoides triangularis
Acerophagoides triangularis är en stekelart som beskrevs av Blanchard 1940. Acerophagoides triangularis ingår i släktet Acerophagoides och familjen sköldlussteklar. Inga underarter finns listade i Catalogue of Life.